# Яндекс Недвижимость
Яндекс Недвижимость — сервис объявлений об аренде и продаже недвижимости, запущенный российской компанией «Яндекс» в 2010 году. Один из крупнейших в стране онлайн-классифайдов в сфере недвижимости. В организационной структуре компании «Недвижимость» вместе с «Авто.ру», «Яндекс Арендой» и CM.Expert образует направление сервисов «Яндекс Вертикали».

## История
«Недвижимость» была разработана в Санкт-петербургском офисе «Яндекса» и запущена 14 декабря 2010 года как агрегатор объявлений о продаже или сдаче в аренду жилой недвижимости. В первую очередь сервис заработал в российских миллионниках и других крупных городах. До 2014 года он только агрегировал информацию с сайтов-классифайдов, показывая заголовки объявлений и перенаправляя пользователя на сайт партнёра для просмотра подробной информации об объекте недвижимости. Встроенные алгоритмы отсеивали потенциально недостоверные объявления — объединяли дубликаты и обогащали данными из «Яндекс Карт». Весной-летом 2014 года «Недвижимость» начала экспериментировать с показом полных текстов объявлений отдельных агентств. 
К концу 2014 года месячная аудитория «Недвижимости» приблизилась к 2 миллионам пользователей, и «Яндекс» начал переходить от агрегации к самостоятельному размещению объявлений. В октябре 2014 года на сайте появился поиск по новостройкам Петербурга и Ленинградской области, в декабре площадка открыла конечным пользователям возможность самостоятельно публиковать объявления, а в феврале раздел новостроек стал доступен для Москвы и Московской области. В конце сентября 2015 года «Недвижимость» отказалась от агрегации объявлений в московском и петербургском регионах и сосредоточилась на работе с поставщиками объявлений — агентствами недвижимости, агентами и собственниками. В мае 2016 года на сайте появился раздел коммерческой недвижимости с платным размещением объявлений, а число партнёров площадки пополнили агентства, специализирующиеся на нежилых помещениях. В июле в рамках перезапуска проекта «РБК-Недвижимость» холдинг РБК интегрировал «Яндекс Недвижимость» у себя на сайте. Летом-осенью 2016 года «Недвижимость» отказалась от агрегации объявлений в остальных регионах присутствия — Ростове-на-Дону и Ростовской области, Краснодарском крае, республике Удмуртия, Набережных Челнах, Туле, Томске, Самаре, Екатеринбурге и Свердловской области.

### Мобильные приложения
В сентябре 2015 года «Яндекс» представил приложение «Яндекс Недвижимости» для мобильных устройств под управлением iOS и Android. В плане функциональности приложение не отличалось от сайта. Синхронизация данных между веб-версией и мобильными устройствами была реализована через учётную запись на «Яндекс Почте». В октябре 2017 года Российская система качества представила исследование мобильных приложений категории «Недвижимость» по 120 показателям, связанным с функциональностью, производительностью и удобством использования, «Яндекс Недвижимость» была названа лучшим тематическим приложением для iOS и заняла второе место среди Android-приложений.

## Функциональность
Поиск объектов недвижимости на сайте и в приложениях доступен без регистрации, а для размещения объявлений необходима учётная запись на «Яндекс Почте». В базе «Недвижимости» есть объекты первичного и вторичного рынка, размещённые собственниками и агентами, и есть фильтр для отсева объявлений от посредников.
С февраля 2016 года в рамках сотрудничества с Департаментом информационных технологий Москвы «Недвижимость» отслеживает наличие у московских застройщиков необходимой разрешительной документации и соответствие договоров долевого участия нормам закона № 214-ФЗ «Об участии в долевом строительстве многоквартирных домов и иных объектов недвижимости». С апреля 2017 года сервис отмечает московские дома, включённые в программу реновации жилья, и позволяет исключить их из поиска или, напротив, искать объекты только в запланированных к расселению домах. С ноября 2017 года в «Недвижимости» стали доступны 3D-туры по новостройкам Петербурга и Ленинградской области.
В 2015 году в «Недвижимости» появился «подменный номер», то есть временный номер, относящийся к региону, где располагается объект недвижимости. Например, в карточках новостроек «подменный номер» выделен яркой жёлтой кнопкой, а застройщик, агентства и другие продавцы, имеющие право продавать квартиры в этом комплексе, в режиме аукциона соперничают за звонок от потенциального покупателя. Также продавец может воспользоваться услугой «подменного номера», чтобы защитить свой настоящий номер от нежелательных звонков и СМС-рассылок.
В апреле 2018 года на карте «Недвижимости» появились слои со сведениями о развитии транспортной сети (на основе информации «Яндекс.Транспорта»), обеспеченности инфраструктурой, учитывающей число детских садов, школ, поликлиник, спортивных центров (по материалам «Яндекс Карт»), и качестве воздуха (по данным компании Aerostate). В октябре 2018 года в «Недвижимости» появились тепловые карты цен на жилье в Москве и Петербурге, позволяющие сравнить средние цены на квадратные метры и среднюю стоимость аренды.

### Монетизация
Размещение объявлений в базе «Недвижимости» бесплатно, а зарабатывает сервис на дополнительных услугах.